# Іонізаційний калориметр
Іонізаційний калориметр (від лат. calor — тепло і … метр) у фізиці елементарних частинок і ядерній фізиці — прилад, який вимірює енергію частинок. Більшість частинок, що потрапляють до калориметра, під час взаємодії з його речовиною ініціюють виникнення вторинних частинок, передаючи їм частину своєї енергії. Вторинні частинки утворюють зливу, яка поглинається в об'ємі калориметра і її енергія вимірюється за допомогою напівпровідникових, іонізаційних детекторів, пропорційних камер, детекторів черенковського випромінювання або сцинтиляційних детекторів. Енергія може бути виміряна повністю (це вимагає повного поглинання часток зливи в чутливому об'ємі калориметра), або частково, з подальшим перерахуванням поглиненої енергії в повну енергію первинної частинки. Як правило, калориметри мають поперечну (щодо траєкторії частинки) сегментацію для отримання інформації про напрямок руху частинки і виділеної енергії, і поздовжню сегментацію для отримання інформації про форму зливи і, виходячи з цього, — про тип частинки. Проектування калориметра — активна галузь досліджень у фізиці елементарних частинок, як при дослідженні космічних променів, так і для вивчення частинок у прискорювачах.

## Історія
Іонізаційний калориметр винайшли в 1954 році в СРСР Н. Л. Григоров, В. С. Мурзін і І. Д. Рапопорт, він призначався для дослідження космічних променів. Перший діючий калориметр створили в 1957 році на Памірі також для дослідження космічного випромінювання. Іонізаційні калориметри 1950-х — 1960-х років мали розміри порядку декількох квадратних метрів у перерізі, масу в кілька десятків тонн і працювали з частинками енергією від 100 ГеВ до 10 ТеВ. Найбільший з них став до ладу в 1964 році, він мав масу 70 тонн і розміщувався на горі Араґац у Вірменії. З початком космічної ери іонізаційні калориметри для дослідження космічних променів стали виводити в космос. Згодом іонізаційні калориметри стали застосовуватися і на прискорювачах для вимірювання енергії вторинних частинок, що виникли під час зіткнень розігнаних до близькосвітлових швидкостей ядер.

## Типи іонізаційних калориметрів
За типом детектованих частинок іонізаційні калориметри діляться на два класи:
- Електромагнітні калориметри, спроектовані для вимірювання енергії частинок, які взаємодіють з речовиною головним чином через електромагнітну взаємодію (фотони, заряджені лептони).
- Адронні калориметри, які вимірюють енергію частинок, що взаємодіють переважно через сильну взаємодію (адрони).

За геометрією калориметри поділяються на гомогенні і гетерогенні (семплінг-калориметри). Адронні калориметри майже завжди є гетерогенними, тому що дуже важко створити детектор частинок (сцинтилятор, напівпровідниковий детектор тощо) таких розмірів, щоб забезпечити в ньому повний розвиток і поглинання адронної зливи. Гетерогенний детектор складається з почергових шарів поглинального і детектувального матеріалів (сендвіч-геометрія). Поглинальним матеріалом слугують важкі елементи (мідь, свинець, уран тощо). Переважає використання важких ядер і в детектувальному матеріалі, яким може виступати сцинтилятор (наприклад, вольфрамат свинцю PbWO4)або черенковський радіатор (наприклад, свинцеве скло). В ході зупинки вторинних частинок зливи виділена (у вигляді світла) енергія збирається з детектувальних шарів, перетворюється на електричний імпульс (за допомогою фотодетекторів, як правило, фотоелектронних помножувачів) і реєструється.
Електромагнітні детектори, як правило, є гомогенними. Електрони, позитрони і гамма-кванти, з яких складається електромагнітна злива, добре поглинаються в детектувальних матеріалах, і детектор може мати розумні розміри. Гомогенні калориметри мають кращу енергетичну роздільність, ніж семплінг-калориметри.
Іноді для реєстрації адронної й електромагнітної компонент зливи використовують розташовані послідовно електромагнітний і адронний калориметри. Електромагнітна компонента зливи поглинається в першому з них, тоді як адронна компонента проходить його без значних втрат і поглинається адронним калориметром. За адронним калориметром в цьому випадку ставлять мюонні камери для реєстрації мюонів, що володіють великою проникальною здатністю і слабо поглинаються навіть у масивних шарах адронного калориметра.
Калориметри використовуються практично у всіх сучасних прискорювальних експериментах. Див., наприклад, статті ATLAS, КЕДР, СНД .